# Thanh Hai Ngo
 (juillet 2014).
Si vous disposez d'ouvrages ou d'articles de référence ou si vous connaissez des sites web de qualité traitant du thème abordé ici, merci de compléter l'article en donnant les références utiles à sa vérifiabilité et en les liant à la section « Notes et références ».
Thanh Hai Ngo (né le 3 janvier 1947) est un homme politique canadien d’origine vietnamienne. Nommé au Sénat en 2012 sous le gouvernement Harper, il est le premier sénateur d’origine vietnamienne à siéger à la chambre haute du Parlement. Thanh Hai Ngo est né et a grandi au Viêt Nam avant de venir au Canada en 1975 après la chute de Saigon et la fin de la guerre du Viêt Nam.
Le sénateur Ngo est un ardent promoteur des droits de la personne. Il est un militant en faveur de la paix, de la liberté et de la démocratie, réclamant la libération de nombreux prisonniers religieux et politiques. Le sénateur Ngo est aussi impliqué dans la protection et la défense des réfugiés comme les réfugiés de la mer (boat people) au Viêt Nam.
Il est régulièrement impliqué dans la communauté vietnamienne à travers le Canada ; il fut Président de l’association de la Communauté Vietnamienne d’Ottawa. En 1999 et 2001, sénateur Ngo et son épouse donnent naissance à leurs deux enfants; Danny Pham Ngo & Dana Pham Ngo

## Origine et éducation
Thanh Hai Ngo est né le 3 janvier 1947 à Phnom Penh au Cambodge alors que son père était en poste dans le pays[réf. nécessaire]. Il est marié et père de quatre enfants, trois filles et un garçon.
Le sénateur Ngo a grandi au Viêt Nam. Après des études secondaires dans son pays natal, il est parti en 1970 à Paris pour effectuer une licence en Arts à l’Université de Paris, La Sorbonne dont il sort diplômé.
Après la chute de Saïgon en 1975, le sénateur Ngo est dans l’obligation de retourner aux études ; ses diplômes acquis antérieurement n’étant pas reconnus par son pays hôte, le Canada. Il s’inscrit en 1981 à l’Université d’Ottawa pour effectuer un baccalauréat en éducation, AQ-Honneur Spécialiste. Fraîchement diplômé, il continue sur sa lancée en commençant une maîtrise en éducation dans la même université en 1985.

### Langues parlées
Le sénateur parle couramment trois langues : le français, l’anglais et le vietnamien.

## Carrières professionnelles
En 1966, Thanh Hai Ngo travaille pendant deux années pour l’Alliance Française à Kuala Lumpur, Malaisie en tant qu’éducateur spécialisé dans l’enseignement du français.
Ngo travaille par la suite pour le Ministère des Affaires Étrangères vietnamien à Saigon en 1971. Il exercera la fonction de chef de cabinet du Département de la Presse & de l’Information. Il est dans le même temps nommé porte-parole du Ministère dans lequel il est affecté.
Puis en 1973, Ngo travaille à l’Ambassade de la République du Viêt Nam à Bangkok, Thaïlande en tant qu’attaché diplomatique. Il exerce le rôle de chef du bureau politique et attaché économique et culturel. Lors de son affectation à Bangkok, il est conseiller spécial à l’Organisation des Nations unies dans la Commission pour l’Asie et le Pacifique.

### Lachute de Saigon
Après la chute de Saigon en 1975, Thanh Hai Ngo est dans l’obligation de fuir le Viêt Nam et s’installe au Canada. À son arrivée, il décide d’engager une carrière dans l’éducation. II exerce le métier de professeur dans l’école secondaire Emily Carr à Ottawa pendant presque trente années de sa vie.
En 2002, Ngo quitte le professorat pour devenir Président du Conseil Arbitral de l’assurance Emploi à Ottawa, Ontario. Ngo avait pour rôle de veiller à la bonne application de la Loi sur l’Assurance Emploi.
Ngo travaille ensuite pour le ministère de Citoyenneté, Immigration & Multiculturalisme et devient Juge de la citoyenneté cinq ans plus tard en 2007.

## Carrière politique
Le 6 septembre 2012, Thanh Hai Ngo est nommé sénateur canadien par le gouverneur général David Johnston sous la recommandation du premier ministre Stephen Harper.
Il fut nommé en même temps que cinq autres personnes, l'économiste Diane Bellemare, Tobias C. Enverga Jr. (Ont.), Thomas Johnson McInnis (N.-É.) et Paul E. McIntyre (N.-B.).
Ngo est le premier sénateur canadien d’origine vietnamienne. D’autres sénateurs asiatiques tel que le sénateur Tobias Envergas (originaire des Philippines)  ou le sénateur Victor Oh (originaire de Chine) font partie de la Chambre Haute du Parlement.
Il est membre de trois comités permanents : le comité permanent des droits de la personne (où il fait partie, avec trois autres sénateurs, du comité d’organisation), le comité permanent des peuples autochtones, le comité permanent des banques et du commerce.
Le sénateur Ngo a à cœur la protection et la promotion des droits de la personne dans le monde et au Viêt Nam. Il est un défenseur de la démocratie, de la primauté de droit et un partisan de la lutte contre le communisme.

### Projet de loi S-219
Afin de promouvoir les valeurs qu’il défend, le sénateur Thanh Hai Ngo a soumis en 2014 le projet de loi S-219 pour l'institution d'une « Journée du Parcours vers la liberté », c'est-à-dire un jour de commémoration national pour l’exode des réfugiés vietnamiens - les boat-people - après 1975. La loi a été sanctionnée le 23 avril 2015. Cette journée attire l’attention du peuple canadien sur les conséquences tragiques qu’ont dû endurer des milliers de Vietnamiens après la chute de Saïgon en 1975 et il rendre hommage à la nation canadienne qui a accueilli des milliers de réfugiés vietnamiens.
Le sénateur Ngo participe à de nombreuses manifestations à travers le Canada afin de réclamer un Viêt Nam plus libre et démocratique.

## Société civile et distinctions
Thanh Hai Ngo est le cofondateur avec David Kilgour du Comité International pour un Viêt Nam Libre (CIVL) créé en 1979. Le CIVL a pour but de défendre et d’améliorer les droits de la personne. Le comité est composé de nombreux parlementaires au Canada et dans le monde.
Le sénateur Ngo a reçu le Certificat du Mérite de la part du secrétaire d’État au Multiculturalisme en 1982.
Il est le fondateur de l’Ottawa Vietnamese Non-Profit Residence Corporation permettant l’accessibilité à des logements sociaux à des familles modestes.